# Родигин, Иван Фёдорович
Иван Федорович Родигин (1895—1941) — председатель Вятского губисполкома (июль — август, октябрь 1918 г.)

## Биография
Иван Родигин родился 2 сентября 1895 года в деревне Родигинской (Родигино) Немдинского общества Кукарской волости Яранского уезда в крестьянской семье. Мать Елизавета Григорьевна 1868 г.р. кружевница, отец Федор Григорьевич Родигин крестьянин скончался в 1901 году. Крестным отцом был брат Федора запасной унтер-офицер Василий.

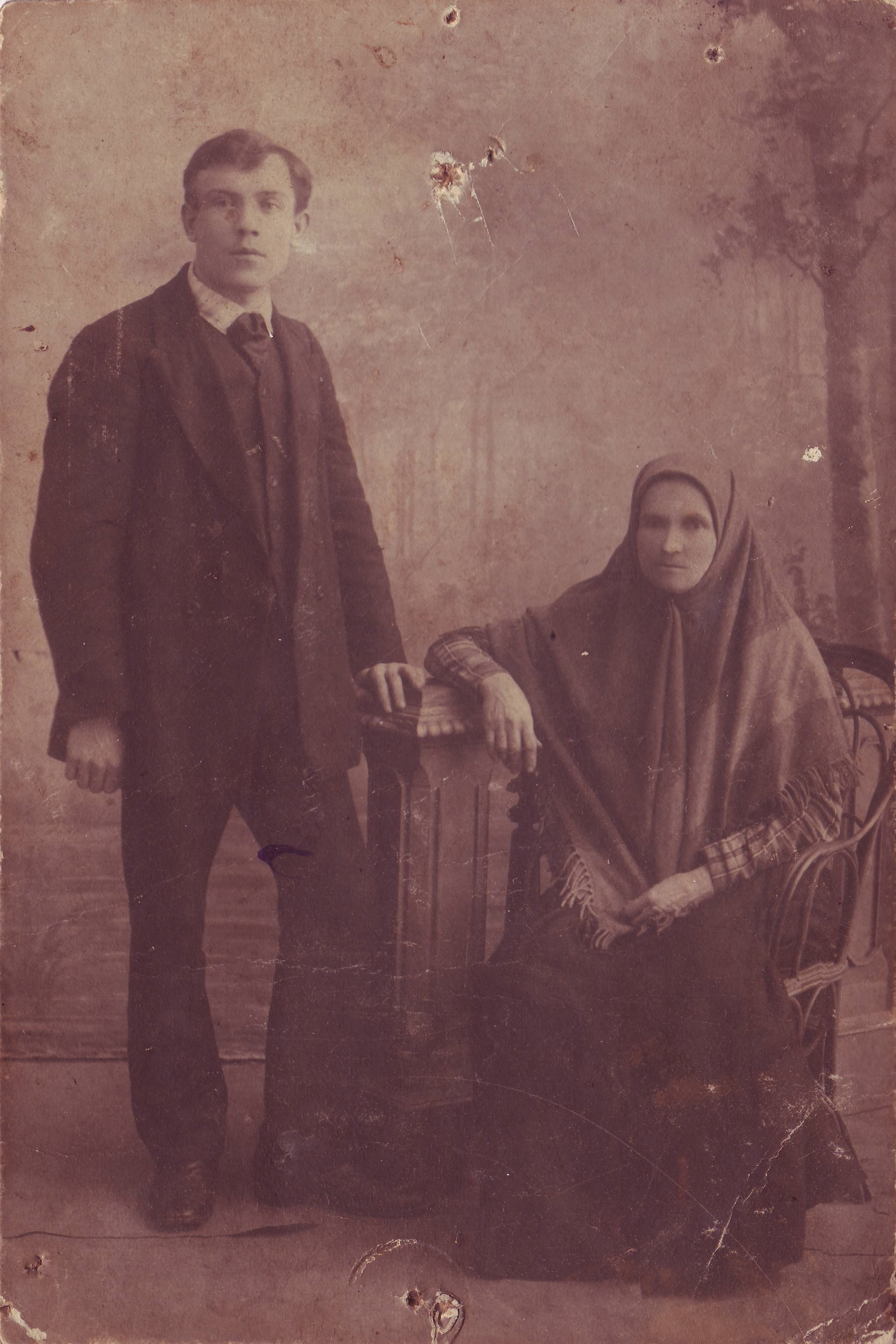
Иван Федорович Родигин с мамой Елизаветой Григорьевной

Окончил начальную школу в слободе Кукарке Яранского уезда Вятской губернии в 1907 году.
С мая 1907 года по август 1910 года работал учеником сапожника в той же слободе.
В сентябре 1910 года поступил и в апреле 1914 года окончил ремесленное училище в городе Вятке (ныне город Киров), специальность слесарь по металлу.
С ноября 1914 года по август 1917 года работал токарем по металлу в механическом цехе государственного оружейного завода в городе Ижевске Вятской губернии.
В ноябре 1916 года вступил в Ижевскую организацию РСДРП.
С августа по декабрь 1917 года служил в старой армии в 123-м пехотном полку в городе Пермь в звании рядового.
С января по декабрь 1918 года был членом и председателем (июль-август, октябрь) Вятского губисполкома. Под его руководством состоялась чистка губисполкома от левых эсеров.
С декабря 1918 года по май 1919 года был заведующим дорожным хозяйством в Вятском губсовнархозе.
С мая 1919 года по январь 1921 года председатель уездного совета народного хозяйства в городе Советске Вятской губернии.
С января по ноябрь 1921 года ответственный секретарь уездного комитета РКП(б) в городе Советске Вятской губернии.
С ноября 1921 года по декабрь 1922 года председатель уездного исполкома в городе Советске Вятской губернии.
С января 1923 года по май 1924 года член правления Кустсельхозкредитсоюза в городе Вятке.
С мая 1924 года по март 1926 года член правления Вятмаслосоюза в городе Вятке.
С марта 1926 года по апрель 1927 года заведующий Вятской товарной биржей. С апреля по сентябрь 1927 года ответственный секретарь коопсовета при Губкоме ВКП(б) в городе Вятке.
В этот период обострилось его заболевание хронической сердечной недостаточностью (т.н. "грудная жаба"), в связи с чем карьера пошла по нисходящей или, что более вероятно, это связано с борьбой внутри партии с троцкистами и им сочувствующими членами партии.
С сентября 1927 года по май 1930 года председатель артели валянщиков Вятпромсоюза в городе Советске Нижегородского края.
С мая 1930 года по 1937-38 годы пенсионер, член правления промколхоза «Реконструкция» деревни Родигино Советского района Кировского края.
В 1937—1938 годах был исключен из партии ВКП(б) в связи с имеющейся записью в регистрационном бланке члена ВКП(б) от 29 апреля 1936 года: «В 1923-24 годах в гор. Вятке примыкал к троцкистской оппозиции, имел колебания в вопросе внутри-партийной демократии, разделял взгляды оппозиции. Свои ошибки не скрывал. В последующей работе отклонений от линии партии не замечалось.» Но не был арестован в связи с хронической сердечной недостаточностью, от которой скончался весной 1941 года.
У него родились двое детей: Родигина Роза Ивановна (05.02.1924-25.05.1993 г.), Родигин Лев Иванович (15.05.1925-25.12.1993 г.)
Стараниями сына Родигина Льва Ивановича был реабилитирован в 80-х годах.

## Ссылки

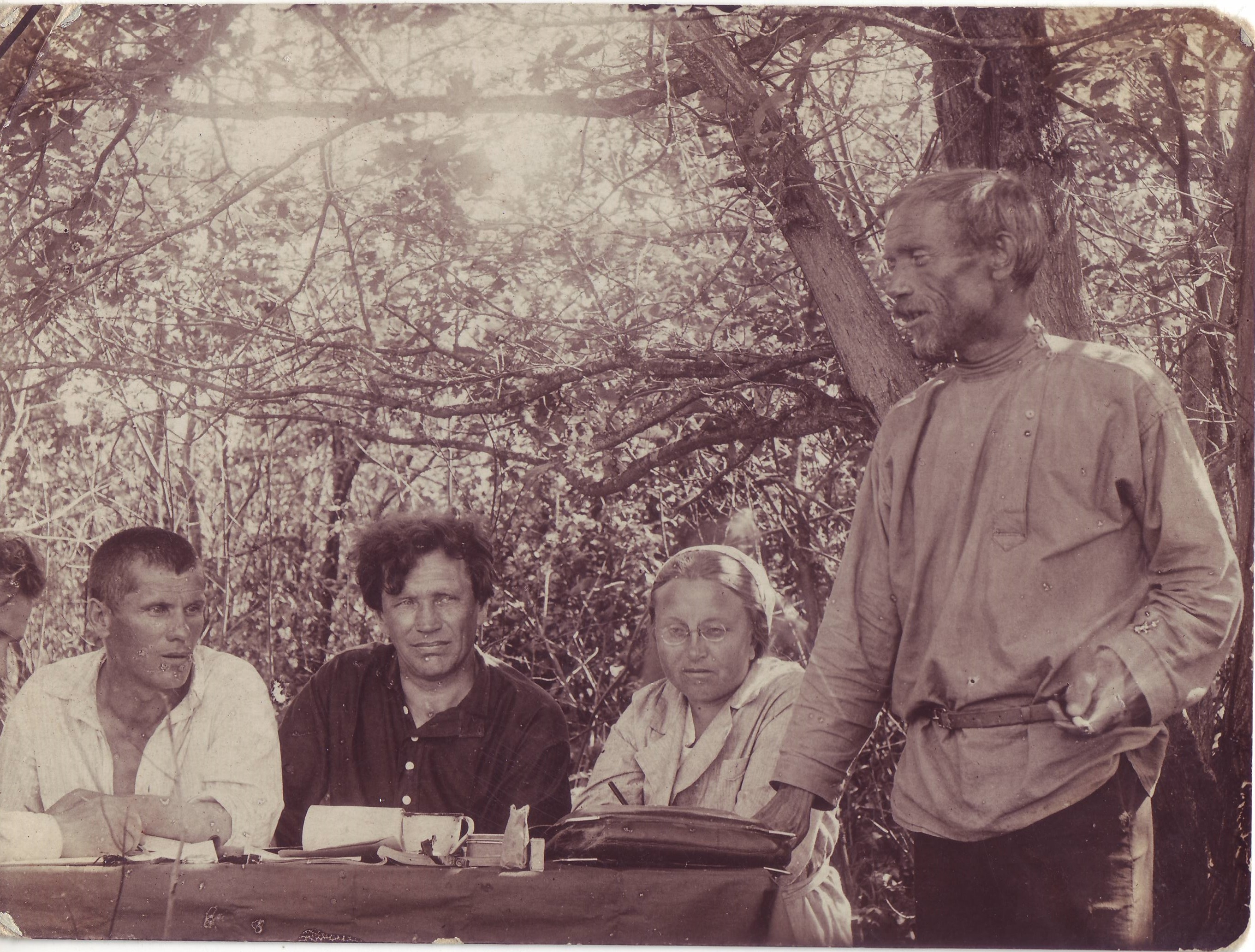
Собрание артели. Родигин И.Ф. на снимке справа.